# Os occipital

Oasele craniului (în paranteză numele latin):
1. Osul frontal (Os frontale)
2. Osul parietal (Os parietale)
3. Osul nazal (Os nasale)
4. Osul etmoid (Os ethmoidale)
5. Osul lacrimal (Os lacrimale)
6. Osul sfenoid (Os sphenoidale)
7. Osul occipital (Os occipitale)
8. Osul temporal (Os temporale)
9. Osul zigomatic (Os zygomaticum)
10. Osul maxilar (Maxilla)
11. Mandibula (Mandibula)

Osul occipital sau occipitalul (Os occipitale) este un os nepereche, situat median în partea posterioară și inferioară a craniului, participă la formarea bazei craniului și a bolții (calvariei) acestuia și a plafonului rinofaringelui. Este un os plat și recurbat cu formă romboidală neregulată. El este străbătut de o gaură largă - gaura occipitală mare (Foramen occipitale magnum) în jurul căreia se dispun cele patru porțiuni ale osului: porțiunea bazilară (Pars basilaris), situată înaintea găurii occipitale, solzul occipitalului (Squama occipitalis) situat înapoia găurii occipitale, două porțiuni laterale (Pars lateralis) situate lateral. Osul occipital are  2 fețe (exocraniană și endocraniană), 4 margini (două superioare și două inferioare) și 4 unghiuri (superior, anterior și 2 unghiuri laterale). Se articulează cu oasele sfenoid, temporale și parietale, atlas.

## Gaura occipitală
Gaura occipitală sau gaura occipitală mare (Foramen magnum) este un orificiu larg aflat pe porțiunea bazilară. Are o formă ovală, alungită antero-posterior și este situată într-un plan aproape orizontal. Prin gaura occipitală canalul vertebral comunică cu cavitatea neurocraniului. Prin gaura occipitală trec bulbul rahidian (Medulla oblongata), arterele vertebrale (Arteria vertebralis), cei doi nervi accesori (Nervus accessorius),  arterele spinale anterioare și posterioare (Arteria spinalis posterior și Arteria spinalis anterior).  Meningele spinale se continuă la acest nivel cu meningele cerebrale. Ligamentul apical al dintelui axisului (Ligamentum apicis dentis) și membrana tectoria (Membrana tectoria) a articulației atlanto-axoidiane mediane trec prin gaura occipitală pentru a se fixa de porțiunea bazilară a osului occipital. Pe marginile găurii mari se află două puncte craniometrice opuse: bazionul (Basion) situat la mijlocul marginii anterioare a găurii mari a occipitalului și opistionul (Opisthion) situat la mijlocul marginii posterioare a găurii occipitale mari. De-a lungul marginii inferioare a găurii occipitale se află un șanț inconstant - șanțul sinusului marginal (Sulcus  sinus  marginalis) prin care trece sinusul marginal.

## Fețele occipitalului
- Fața exocraniană a occipitalului este convexă și orientată posteroinferior, se află  pe suprafața exterioară a porțiunii bazilare a occipitalului, solzului occipitalului și porțiunilor laterale a occipitalului.
- Fața endocraniană a occipitalului este concavă și orientată antero-superior, se află  pe suprafața interioară a porțiunii bazilare a occipitalului, solzului occipitalului și porțiunilor laterale a occipitalului.

## Porțiunea bazilară a occipitalului
- Porțiunea bazilară a osului occipital sau corpul osului occipital (Pars basilaris ossis occipitalis) este scurtă, groasă, patrulateră, marginea posterioară a ei este netedă și se află înaintea găurii occipitale, marginea anterioară este îngroșată, rugoasă și se unește cu corpul osului sfenoidal prin intermediul unui cartilaj, formând sincondroza sfeno-occipitală (Synchondrosis spheno-occipitalis), acest cartilaj este înlocuit de țesutul osos la vârsta de 16-20 ani,  și porțiunea bazilară se sudează cu corpul osului sfenoid.
- Fața exocraniană a porțiunii bazilare este convexă, orientată în jos și formează bolta  faringelui.  În mijlocul ei, la 1 cm anterior de gaura occipitală se află un mic tubercul faringian (Tuberculum pharyngeum) pe care se inserează rafeul faringelui (Raphe pharyngis) al mușchiul constrictor superior al faringelui și ligamentul longitudinal anterior al coloanei vertebrale (Ligamentum longitudinale anterius). Înaintea tubercului faringian se află o depresiune – foseta faringiană (Fossa pharyngea) ce adăpostește bursa faringiană (Bursa pharyngealis). Pe părțile laterale ale tuberculului se află o serie de rugozități, pe care se inseră 2 mușchi: a) lungul capului (Musculus longus capitis) care se inseră anterolateral de tubercul faringian, b) dreptul anterior al capului (Musculus rectus capitis anterior) care se inseră pe o mică depresiune anterior de condilul occipital. Pe partea anterioară a găurii occipitale mari se inserează membrana atlanto-occipitală anterioară (Membrana atlanto-occipitalis anterior). Anterior de condilul occipital se află o depresiune mică, care poate fi înlocuită uneori de un mic tubercul precondilar.
- Fața endocraniană a porțiunii bazilare este netedă și orientată în sus în cavitatea craniană. Pe ea se află un șanț larg concav transversal – clivus - format împreună cu corpul sfenoidului. Clivusul adăpostește bulbul, puntea și artera bazilară (Arteria basilaris). Pe fața endocraniană a marginilor laterale ale porțiunii bazilare, lateral de clivus se află câte un șanț al sinusului pietros inferior al osului occipital (Sulcus sinus petrosi inferioris ossis occipitalis) care împreună un șanț omonim de pe marginea posterioară a porțiunii pietroase a osului temporal - șanțul sinusului pietros inferior al osului temporal (Sulcus sinus petrosi inferioris ossis temporalis) - formează un șanț complet - șanțul sinusului pietros inferior (Sulcus sinus petrosi inferioris ) - în care se află sinusul pietros inferior (Sinus petrosus inferior) al durei mater.
- Între marginea laterală a porțiunii bazilare și marginea posterioară a stâncii osului temporal se află fisura pietrooccipitală (Fissura petrooccipitalis), care pe craniul omului viu este umplută de o placă cartilaginoasă; de-a lungul acestei fisuri se află șanțul sinusului pietros inferior descris mai sus.

## Porțiunile laterale a occipitalului
- Porțiunile laterale (sau condilare) ale osului occipital (Pars lateralis ossis occipitalis) sunt dispuse lateral de gaura occipitală, de o parte și de alta; se unesc anterior cu porțiunea bazilară, iar posterior cu solzul occipitalului. Au o formă ușor alungită, posterior sunt mai groase, iar anterior mai înguste.
- Pe fața exocraniană (inferioară) a acestei porțiuni se află câte o proeminență - condilul occipital (Condylus occipitalis), care este prevăzut cu o față articulară convexă care se articulează cu fața articulară superioară a atlasului (Facies articularis superior atlantis). Condilii occipitali au o formă ovală sau reniformă (asemănătoare cu un rinichi) cu axurile mari convergente antero-medial așa încât vârfurile anterioare ale condililor tind să se întâlnească. Medial de fețele articulare ale condililor occipitali se află câte un tubercul pe care se inserează ligamentele alare (Ligamenta alaria). Înapoia condililor occipitali se află câte o depresiune - fosa condiliană (Fossa condylaris) în care se află marginea posterioară a feței articulare superioare a atlasului în cazul extensiunii complete a capului. Uneori pe fundul fosei condiliene se află un orificiu al canalului condilian (Canalis condylaris) care străbate porțiunea laterală occipitală și se deschide pe fața endocraniană a acestei porțiuni lângă capătul medial al șanțului sinusului sigmoidian; prin acest canal trece vena emisară condilară (Vena emissaria condylaris). Lateral de partea posterioară a condililor occipitali se află câte o lamă patrulateră - procesul jugular (Processus jugularis), marginea anterioară a acestui proces formează marginea posterioară a găurii jugulare. Pe fața inferioară a procesului jugular se inserează mușchiul drept lateral al capului (Musculus rectus capitis lateralis). Lateral procesul jugular are o suprafață rugoasă patrulateră sau triunghiulară care se unește cu suprafața jugulară de pe stânca osului temporal printr-un cartilaj, care începe să se osifice la 25 de ani. Anterior de procesul jugular se află o largă scobitură - incizura (scobitura) jugulară a osului occipital (Incisura jugularis ossis occipitalis), care împreună cu incizura omoloagă - incizura jugulară a osului temporal (Incisura jugularis ossis temporalis) - de pe marginea posterioară a stâncii temporalului formează gaura jugulară (Foramen jugulare). De la mijlocul găurii jugulare proemină lateral o spină osoasă - procesul intrajugular (Processus intrajugularis ossis occipitalis) care împreună cu o spină omoloagă de pe stânca temporalului - procesul intrajugular al osului temporal (Processus intrajugularis ossis temporalis) - împarte gaura jugulară în două porțiuni: a) porțiune posterioară care este mai mare și prin care trece vena jugulară internă (Vena jugularis interna), nervul accesor [XI] (Nervus accessorius) și  nervul vag [X] (Nervus vagus), ramurile meningiene a nervului vag (Ramus meningeus nervi vagi), artera meningiană posterioară (Arteria meningea posterior) b) porțiune anterioară care este mai mică și prin care trece nervul glosofaringian [IX] (Nervus glossopharyngeus) și  sinusul pietros inferior (Sinus petrosus inferior). Pe fața inferioară a procesului jugular, este o proeminență mică osoasă inconstantă - procesul paramastoidian (Processus paramastoideus) - care se  îndreaptă spre procesul transvers al atlasului cu care se poate articula.
- Pe fața endocraniană se află o proeminență ovală - tubercul jugular (Tuberculum jugulare ossis occipitalis) - situată la unirea porțiunii laterale cu porțiunea bazilară a osului occipital, de fiecare parte a  găurii occipitale, deasupra condilului occipital și a canalului hipoglosului. Lateral și posterior de tuberculul jugular se află un șanț larg - șanțul sinusului sigmoidian (Sulcus sinus sigmoidei) - care se curbează în jurul procesului jugular trecând apoi pe fața internă a mastoidei osului temporal; în el se află sinusul sigmoid. Canalul hipoglosului (Canalis hypoglossalis) străbate porțiunile laterale a occipitalului, are originea aflată pe fața endocraniană imediat deasupra părții anterolaterale a găurii occipitalului, străbate anterolateral porțiunea laterală a occipitalului și se deschide în exterior pe fața exocraniană anterior și mai sus de condilii occipitali; prin acest canal trec nervul hipoglos (XII) (Nervus hypoglossus), o ramură meningiană a arterei faringiene ascendente (Arteria pharyngea ascendens) și o venă emisară din plexul venos bazilar (Plexus venosus basilaris).

## Solzul occipitalului
Solzul osului occipital (Squama occipitalis) este larg și subțire, situat postero-superior înapoia găurii occipitale, are forma unei plăci curbate triunghiulare cu fața exocraniană convexă și fața endocraniană concavă. Solzul osului occipital formează cu cele două oase parietale sutură lambdoidă (Sutura lambdoidea) și este porțiunea declivă a calvariei.
- Fața exocraniană a solzului osului occipital este convexă. La mijlocul ei  se află o proeminență triunghiulară - protuberanța occipitală externă (Protuberantia occipitalis externa) care poate fi ușor palpată prin piele. Pe protuberanța occipitală externă se află un punct craniometric - inionul (Inion) - care este cel mai proeminent punct al ei aflat la intersecția planului sagital al capului cu o linie tangentă la convexitatea cea mai ridicată a liniilor nuchale superioare. Între protuberanța occipitală externă și gaura occipitală se află o creastă verticală - creasta occipitală externă (Crista occipitalis externa). De la mijlocul acestei creste, de o parte și de alta, se extinde lateral linia nuchală inferioară numită și linia curbă occipitală inferioară (Linea nuchae inferior), care se incurbează spre procesul jugular (Processus jugularis). De la protuberanța occipitală externă, de o parte și de alta, se îndreaptă lateral linia nuchală superioară numită și linia curbă occipitală superioară (Linea nuchae superior); deasupra ei există uneori o altă linie paralelă - linia nuchală supremă numită și linia curbă occipitală supremă (Linea nuchae suprema). Cele trei perechi de linii nuchale (supremă, superioară și inferioară) sunt parale între ele. Deasupra liniei nuchale supreme se află planul occipital (Planum occipitale), el este neted și face parte din calota craniană. Între linia nuchală superioară și cea inferioară se află planul nuchal (Planum nuchale) care este accidentat și dă inserție unor mușchi și face parte din baza craniului. Pe linii nuchale, pe creasta occipitală externă și pe protuberanța occipitală externă, ca și pe suprafețele dintre ele, se inserează mușchi și ligamente. Mușchiul trapez (Musculus trapezius) se inserează pe treimea medială a liniei nuchale superioare și pe protuberanța occipitală externă. Porțiunea occipitală a mușchiului occipitofrontal (Musculus occipitofrontalis) se inserează pe porțiunea laterală a liniei nucale supreme. Mușchiul sternocleidomastoidian (Musculus sternocleidomastoideus) se inserează pe porțiunea laterală a liniei nuchale superioare. Mușchiul splenius al capului (Musculus splenius capitis) se inserează imediat sub treimea laterală a liniei nuchale superioare. Mușchiul semispinal al capului (Musculus semispinalis capitis), se inseră pe partea medială a suprafeței dintre linia nuchală superioară și linia nuchală inferioară, iar mușchiul oblic superior al capului (Musculus obliquus capitis superior) se inseră pe partea laterală a acestei suprafețe. Mușchiul marele drept posterior al capului (Musculus rectus capitis posterior major) se inseră pe partea laterală a liniei nuchale inferioare și  pe os sub această linie, iar  mușchiul micul drept posterior al capului (Musculus rectus capitis posterior minor) se inseră pe partea medială a liniei nuchale inferioare și  pe os între această linie și gaura occipitală. Aponevroză epicraniană (Galea aponeurotica) se inseră pe partea medială a liniei nuchale supreme.
- Fața endocraniană a solzului osului occipital are o eminența în formă de cruce - eminența cruciformă (Eminentia cruciformis) formată de șanțurile sinusurilor transverse, creasta occipitală internă și șanțul sinusului sagital superior, în centrul acestei eminențe se află protuberanța occipitală internă.  Protuberanța occipitală internă (Protuberantia occipitalis interna) se află  la centrul eminenței cruciforme, și corespunde protuberanței occipitale externe de pe fața exocraniană a solzului osului occipital.  Creasta occipitală internă (Crista occipitalis interna) coboară vertical de la protuberanța occipitală internă spre marginea posterioară a găurii occipitale, pe ea se prinde coasa cerebelului (Falx cerebelli), o prelungire a durei mater craniene. Uneori pe cresta occipitală internă se găsește un șanț - șanțul sinusului occipital (Sulcus sinus occipitalis) în care se află sinusul occipital (Sinus occipitalis) al durei mater. Uneori la capătul inferior al crestei occipitale interne se află o depresiune mică – fosa vermiană, în care se află o parte a vermisului cerebelos inferior. Șanțul sinusului sagital superior  (Sulcus sinus sagittalis superioris) este un șanț larg, care se ridică vertical de la protuberanța occipitală internă spre unghiul superior a solzului occipitalului unde se continue pe oaselor parietale, în el se află sinusul sagital superior (Sinus sagittalis superior) și pe marginile lui se prinde porțiunea posterioară a coasei creierului (Falx cerebri). Șanțurile sinusurilor transverse (Sulcus sinus transversi) sunt două șanțuri largi, situate orizontal și care se îndreaptă lateral și anterior de la protuberanța occipitală internă spre oasele  parietale unde se continue cu șanțurile sinusurilor sigmoidiene ale oaselor parietale (Sulcus sinus sigmoidei ossis parietalis), găzduiesc sinusul transvers (Sinus transversus), iar pe marginile lor se fixează cortul cerebelului (Tentorium cerebelli); șanțul din dreapta este de obicei mai larg față de cel din stânga, și se continue cu șanțul sinusului sagital superior. Fața endocraniană a solzului osului occipital este împărțită în patru fose: două fose cerebrale situate deasupra, și două fose cerebeloase situate dedesubt. Fosele cerebeloase (Fossa cerebellaris) se află între gaura occipitală și șanțul sinusului transvers, fiind separate între ele de creasta occipitală internă; în ele se află emisferele cerebeloase. Fosele cerebrale (Fossa cerebralis) se află deasupra șanțului sinusului transvers, fiind separate între ele de șanțul sinusului sagital superior; în ele se află polii occipitali ai emisferelor cerebrale.
- Uneori pe porțiunea superioară a solzului osului occipital se află un os cranian supranumerar  de formă triangulară - osul interparietal (Os interparietale) numit și osul Incașilor, osciorul lui Goethe - situat între oasele parietale. Acest os este format de porțiunea superioară a solzului osului occipital situată deasupra liniei nuchale supreme și separat de restul osului occipital de sutura occipitală transversă (Sutura occipitalis transversa) numită și Sutura mendosa, iar de oasele parietale de sutura lambdoidă (Sutura lambdoidea). Osul interparietal a fost găsit frecvent (la un procent de 20 %) pe craniul peruanilor antici din Imperiul Inca, în alte populații având o frecvență sub 10%.

## Marginile occipitalului
Osul occipital are patru margini: două superioare (lambdoide) și două inferioare. Marginile inferioare au două porțiuni: una situate înapoia procesului jugular (marginea mastoidiană) și alta situată înaintea procesului jugular.
- Marginile superioare sau marginile lambdoide (Margo lambdoideus ossis occipitalis) sunt aflate pe solzul osului occipital și se extind de la unghiul superior până la unghiurile laterale ale solzului,  sunt puternic dințate, și se articulează cu marginile occipitale ale  oaselor parietale (Margo occipitalis ossis parietalis), formând sutura lambdoidă (Sutura lambdoidea).
- Marginile inferioare ale osului occipital se articulează cu oasele temporale. Ele sunt împărțite în două porțiuni de procesul jugular. 
  - Porțiunea marginii situate înapoia procesului jugular se numește marginea mastoidiană (Margo mastoideus) și se extinde  de la unghiul lateral ale solzului până la procesului jugular și se articulează cu procesul mastoidian (Processus mastoideus) al osului temporal, formând sutura occipitomastoidiană (Sutura occipitomastoidea).
  - Porțiunea marginii situate înaintea procesului jugular aflată pe porțiunea bazilară  a occipitalului delimitează împreună cu marginea posterioară a stâncii osului temporal fisura pietrooccipitală (Fissura petrooccipitalis). Această margine se continuă înapoi pe porțiunea laterală a occipitalului unde formează incizura jugulară (Incisura jugularis ossis occipitalis) care formează peretele posterior și medial al găurii jugulare; de pe incizura jugulară proeminează procesul intrajugular (Processus intrajugularis ossis occipitalis), care împreună cu o spină omoloagă de pe stânca temporalului - procesul intrajugular al osului temporal (Processus intrajugularis ossis temporalis) - împarte gaura jugulară în două porțiuni: anterioară și posterioară.

## Unghiurile occipitalului
- Unghiul superior, aflat la extremitatea superioară a solzului occipitalului, în punctul de unirea a celor două margini lambdoide, și corespunde unghiului occipital al parietalului aflat pe lambda.
- Unghiul anterior, aflat pe marginea anterioară a porțiunii bazilare, se articulează cu corpul sfenoidului.
- Unghiurile laterale, aflate pe solzul occipitalului, în punctul de unirea a marginilor lambdoide cu cele mastoidiene, corespunde asterionului.

## Nomenclatura anatomică
| Termenul latin                                             | Termenul român                                              | Termenul englez |
| ---------------------------------------------------------- | ----------------------------------------------------------- | --- |
| Os occipitale                                              | Osul occipital sau Occipitalul                              | Occipital bone |
| Foramen magnum                                             | Gaura occipitală mare, Gaura occipitală                     | Foramen magnum, Great foramen |
| Basion                                                     | Bazion                                                      | Basion |
| Opisthion                                                  | Opistion                                                    | Opisthion |
| Pars basilaris ossis occipitalis                           | Porțiunea bazilară a occipitalului, Corpul osului occipital | Basilar part of occipital bone, Basilar apophysis, Basiocciput, Basal part of occipital bone, Basilar process, Basilar process of occipital bone |
| Clivus                                                     | Clivus                                                      | Clivus, Blumenbach clivus |
| Tuberculum pharyngeum (partis basilaris ossis occipitalis) | Tuberculul faringian                                        | Pharyngeal tubercle (of basilar part of occipital bone)                                                                                          |
| Sulcus sinus petrosi inferioris ossis occipitalis          | Șanțul sinusului pietros inferior al osului occipital       | Groove for inferior petrosal sinus, Inferior petrosal groove, Inferior petrosal sulcus                                                           |
| Pars lateralis ossis occipitalis                           | Porțiunile laterale ale osului occipital                    | Lateral part of occipital bone, Exoccipital bone                                                                                                 |
| Squama occipitalis                                         | Solzul osului occipital                                     | Squamous part of occipital bone, Frontal squama                                                                                                  |
| Margo mastoideus ossis occipitalis                         | Marginea mastoidiană a osului occipital                     | Mastoid border of occipital bone, Mastoid margin of occipital bone                                                                               |
| Margo lambdoideus ossis occipitalis                        | Marginea lambdoidă (superioară) a osului occipital          | Lambdoid border of occipital bone, Lambdoid margin of occipital bone                                                                             |
| Os interparietale                                          | Osul interparietal, Osul Incașilor                          | Interparietal bone, Incarial bone, Os incae |
| Condylus occipitalis                                       | Condilul occipital                                          | Occipital condyle |
| Canalis condylaris                                         | Canalul condilian                                           | Condylar canal, Condyloid canal, Posterior condyloid foramen                                                                                     |
| Canalis nervi hypoglossi (Canalis hypoglossalis)           | Canalul hipoglosului                                        | Hypoglossal canal, Anterior condyloid canal of occipital bone, Anterior condyloid foramen                                                        |
| Fossa condylaris                                           | Fosa condiliană                                             | Condylar fossa |
| Tuberculum jugulare ossis occipitalis                      | Tubercul jugular al osului occipital                        | Jugular tubercle of occipital bone |
| Incisura jugularis ossis occipitalis                       | Incizura (scobitura) jugulară a osului occipital            | Jugular notch of occipital bone |
| Processus jugularis ossis occipitalis                      | Procesul jugular al osului occipital                        | Jugular process of occipital bone |
| Processus intrajugularis ossis occipitales                 | Procesul intrajugular al osului occipital                   | Intrajugular process of occipital bone |
| Foramen jugulare                                           | Gaura jugulară                                              | Jugular foramen, Foramen lacerum posterius |
| Protuberantia occipitalis externa                          | Protuberanța occipitală externă                             | External occipital protuberance |
| Crista occipitalis externa                                 | Creasta occipitală externă                                  | External occipital crest, Linea nuchae mediana                                                                                                   |
| Linea nuchalis suprema, Linea nuchae suprema               | Linia nuchală supremă, Linia curbă occipitală supremă       | Highest nuchal line |
| Linea nuchalis superior, Linea nuchae superior             | Linia nuchală superioară, Linia curbă occipitală superioară | Superior nuchal line |
| Linea nuchalis inferior, Linea nuchae inferior             | Linia nuchală inferioară, Linia curbă occipitală inferioară | Inferior nuchal line |
| Planum occipitale                                          | Planul occipital                                            | Occipital plane |
| Planum nuchale                                             | Planul nuchal                                               | Nuchal plane |
| Eminentia cruciformis                                      | Eminența cruciformă                                         | Cruciform eminence, Cruciate eminence |
| Protuberantia occipitalis interna                          | Protuberanța occipitală internă                             | Internal occipital protuberance |
| Crista occipitalis interna                                 | Creasta occipitală internă                                  | Internal occipital crest |
| Sulcus sinus transversi                                    | Șanțul sinusului transvers                                  | Groove for transverse sinus, Sulcus for transverse sinus                                                                                         |
| Sulcus sinus sigmoidei                                     | Șanțul sinusului sigmoidian                                 | Groove for sigmoid sinus, Sigmoid fossa, Sigmoid groove, Sigmoid sulcus                                                                          |
| Sulcus sinus occipitalis                                   | Șanțul sinusului occipital                                  | Groove for occipital sinus |
| Sulcus sinus marginalis                                    | Șanțul sinusului marginal                                   | Groove for marginal sinus |
| Processus paramastoideus                                   | Procesul paramastoidian                                     | Paramastoid process, Paroccipital process |
| Fossa cerebralis                                           | Fosa cerebrală                                              | Cerebral fossa |
| Fossa cerebellaris                                         | Fosa cerebeloasă                                            | Cerebellar fossa |
| Inion                                                      | Inion                                                       | Inion |
| Sulcus sinus sagittalis superioris                         | Șanțul sinusului sagital superior                           | Groove for superior sagittal sinus, Sagittal groove, Sagittal sulcus, Superior longitudinal sulcus                                               |